# آلفرد کاپو
آلفرد کاپو (به فرانسوی: Alfred Capus) رمان‌نویس، روزنامه‌نگار و نمایش‌نامه نویس قرن نوزدهم میلادی اهل فرانسه است.